# Robert Stöhr
Robert Stöhr (3. května 1875 Úterý – 27. listopadu 1955 Ödenstockach) byl československý politik německé národnosti a meziválečný senátor Národního shromáždění ČSR za Německý svaz zemědělců (německá agrární strana, BdL).

## Biografie
Narodil se v lokalitě Schanzenmühle u západočeského Úterý. Byl synem mlynáře a zemědělce. Vychodil národní, měšťanskou školu a zemědělskou školu v Kadani. Vojenskou službu vykonal v haličské Přemyšli. Byl pak úředníkem na různých statcích v Čechách, na Moravě, v Haliči i Uhersku. Vyučoval na vysoké zemědělské škole ve Vídni a získal na ni učitelskou zkoušku pro výuku zemědělství. Hospodařil na vlastním statku a po deset let (od roku 1908) byl veterinárním inspektorem v německé sekci zemské zemědělské rady pro Čechy.
Byl taky členem předsednictva sdružení pěstitelů chmele na Žatecku. Před rokem 1918 byl členem vedení Německé agrární strany, která byla založena roku 1905 jako politická platforma agrárního hnutí mezi německojazyčným obyvatelstvem v českých zemích a obecněji v Předlitavsku. Po vzniku ČSR se angažoval v Německém svazu zemědělců a souhlasil s aktivistickou politikou této strany.
Po parlamentních volbách v roce 1925 získal za Německý svaz zemědělců (německá agrární strana, BdL) senátorské křeslo v Národním shromáždění. Mandát nabyl ale až dodatečně roku 1929 jako náhradník poté, co zemřel senátor Theodor Zuleger. Mandát obhájil v parlamentních volbách v roce 1929. Senátorem byl do roku 1935. Profesí byl inspektorem v Dobříčanech u Žatce.
Po druhé světové válce byl v srpnu 1945 vysídlen z Československa a koncem 40. let se angažoval v západním Německu v organizaci Die Soziale Stiftung zur Geltendmachung von zurückgelassenen deutschen Vermögenswerten in der ČSR, která se zabývala uplatňováním práv vysídlenců na jejich majetky zanechané v Československu.